# Bräkne-Hoby distrikt
Bräkne-Hoby distrikt är ett distrikt i Ronneby kommun och Blekinge län. 
Distriktet ligger väster om Ronneby. 

## Tidigare administrativ tillhörighet
Distriktet inrättades 2016 och utgörs av en del av det område som utgjorde Ronneby stad före 1971 vari området för Bräkne-Hoby socken uppgick 1967.
Området motsvarar den omfattning Bräkne-Hoby församling hade vid årsskiftet 1999/2000.